# William Henry Wood
William Henry Wood est un syndicaliste britannique. 
Il a tenu un rôle important lors des congrès de Sheffield en 1866 et de Londres en 1867. 
Il fut le premier secrétaire général du Trades Union Congress de 1868 à 1869.